# Liste de jeux Xbox

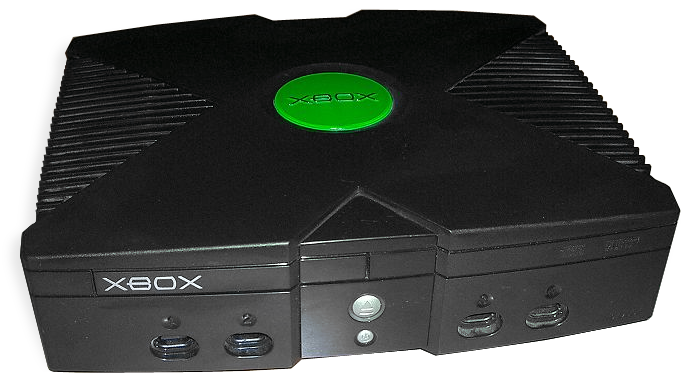
Console Xbox

Liste de jeux Xbox par ordre alphabétique.
- Haut – A
- B
- C
- D
- E
- F
- G
- H
- I
- J
- K
- L
- M
- N
- O
- P
- Q
- R
- S
- T
- U
- V
- W
- X
- Y
- Z

## 0-9
- 007 : Espion pour cible
- 007 : Bons Baisers de Russie
- 007 : Quitte ou double
- 007: NightFire
- 187 Ride or Die
- 25 to Life
- Les 4 Fantastiques
- 4x4 Evo 2
- 50 Cent: Bulletproof

## A
- Advent Rising
- Æon Flux
- AFL Live 2003
- AFL Live 2004
- AFL Live: Premiership Edition
- AFL Premiership 2005
- L'Âge de glace 2
- Aggressive Inline
- Alias
- Alien Hominid
- Aliens vs Predator: Extinction
- All-Star Baseball 2003
- All-Star Baseball 2004
- All-Star Baseball 2005
- Alter Echo
- America's Army: Rise of a Soldier
- American Chopper
- American Chopper 2: Full Throttle
- AMF Bowling 2004
- Amped: Freestyle Snowboarding
- Amped 2
- And 1 Streetball
- Animaniacs: The Great Edgar Hunt
- Aquaman: Battle for Atlantis
- Arctic Thunder
- Area-51
- Arena Football
- Armed and Dangerous
- Army Men: Major Malfunction
- Army Men: Sarge's War
- Arx Fatalis
- Atari Anthology
- ATV Quad Power Racing 2
- Auto Modellista
- Avatar, le dernier maître de l'air
- Azurik: Rise of Perathia

## B
- Backyard Wrestling: Don't Try This at Home
- Backyard Wrestling 2: There Goes the Neighborhood
- Bad Boys II
- Baldur's Gate: Dark Alliance
- Baldur's Gate: Dark Alliance II
- Barbarian
- Barbie Horse Adventures: Wild Horse Rescue
- The Bard's Tale
- Bass Pro Shops: Trophy Hunter 2007
- Batman Begins
- Batman: Dark Tomorrow
- Batman: Rise of Sin Tzu
- Batman Vengeance
- Battle Engine Aquila
- Battlefield 2: Modern Combat
- Battlestar Galactica
- Beat Down: Fists of Vengeance
- Beyond Good and Evil
- The Bible Game
- Bicycle Casino
- Big Bumpin'
- Big Mutha Truckers
- Big Mutha Truckers 2
- Bilbo le Hobbit
- Bionicle
- Black
- Black Buccaneer
- Black Stone: Magic and Steel
- Blade II: Bloodlust
- Blazing Angels: Squadrons of WWII
- Blinx: the Time Sweeper
- Blinx 2: Masters of Time and Space
- Blitz: The League
- Blood Omen 2
- Blood Wake
- BloodRayne
- BloodRayne 2
- Bloody Roar: Extreme
- BlowOut
- BMX XXX
- Bob l'éponge, le film
- Braquage à l'italienne
- Break Nine: World Billiards Tournament
- Breakdown
- Breeders' Cup World Thoroughbred Championships
- Brian Lara International Cricket 2005
- Brothers in Arms: Earned in Blood
- Brothers in Arms: Road to Hill 30
- Bruce Lee: Quest of the Dragon
- Brute Force
- Buffy contre les vampires
- Buffy contre les vampires : Chaos Bleeds
- Burnout
- Burnout 2: Point of Impact
- Burnout 3: Takedown
- Burnout Revenge

## C
- C.A.T.: Cyber Attack Team
- Cabela's Dangerous Hunts
- Cabela's Dangerous Hunts 2
- Cabela's Deer Hunt: 2004 Season
- Cabela's Deer Hunt: 2005 Season
- Cabela's Outdoor Adventures
- Call of Cthulhu: Dark Corners of the Earth
- Call of Duty : Le Jour de gloire
- Call of Duty 2: Big Red One
- Call of Duty 3 : En marche vers Paris
- Capcom Classics Collection
- Capcom Classics Collection Volume 2
- Capcom Fighting Jam
- Capcom vs. SNK 2 EO
- Carmen Sandiego : Le Secret des tam-tams volés
- Cars : Quatre roues
- Carve
- Castlevania: Curse of Darkness
- Catwoman
- Cel Damage
- Celebrity Deathmatch
- Championship Bowling
- Championship Manager: Season 02/03 (en)
- Charlie et la Chocolaterie
- Chase: Hollywood Stunt Driver
- Le Chat chapeauté
- Chessmaster
- Les Chevaliers de Baphomet : Le Manuscrit de Voynich
- Chicago Enforcer
- Chicken Little
- The Chronicles of Riddick: Escape from Butcher Bay
- Circus Maximus: Chariot Wars
- Classified: The Sentinel Crisis
- Close Combat: First to Fight
- Club Football
- Club Football 2005
- Codename: Kids Next Door Operation J.E.U.V.I.D.E.O.
- Cold Fear
- Cold War
- Colin McRae Rally 3
- Colin McRae Rally 04
- Colin McRae Rally 2005
- College Hoops 2K6
- College Hoops 2K7
- Combat Elite: WWII Paratroopers
- Combat Task Force 121
- Commandos: Strike Force
- Commandos 2: Men of Courage
- Conan
- Conflict: Desert Storm
- Conflict: Desert Storm II
- Conflict: Global Storm
- Conflict: Vietnam
- Conker: Live and Reloaded
- Conspiracy : Armes de destruction massives
- Constantine
- Corvette
- Counter-Strike
- Coupe du monde : FIFA 2002
- Crash
- Crash Bandicoot : La Vengeance de Cortex
- Crash 'n' Burn
- Crash Nitro Kart
- Crash Tag Team Racing
- Crash TwinSanity
- Crazy Taxi 3: High Roller
- Cricket 2005
- Crime Life: Gang Wars
- Crimson Sea
- Crimson Skies: High Road to Revenge
- Crusty Demons
- CSI: Crime Scene Investigation
- CT Special Forces: Fire for Effect
- Curse: The Eye of Isis

## D
- Da Vinci Code
- Daemon Vector
- Dai Senryaku VII: Modern Military Tactics
- Dakar 2
- Dance Dance Revolution Ultramix
- Dance Dance Revolution Ultramix 2
- Dance Dance Revolution Ultramix 3
- Dance Dance Revolution Ultramix 4
- Dance: UK
- Dancing Stage Unleashed
- Dancing Stage Unleashed 2
- Dancing Stage Unleashed 3
- Dark Angel
- Dark Project: Deadly Shadows
- Dark Summit
- Darkwatch
- Dave Mirra Freestyle BMX 2
- David Beckham Soccer
- Dead Man's Hand
- Dead or Alive 3
- Dead or Alive Ultimate
- Dead or Alive Xtreme Beach Volleyball
- Dead to Rights
- Dead to Rights II
- Deadly Skies
- Deathrow
- Def Jam: Fight for NY
- Defender
- Delta Force: Black Hawk Down
- Dennou Taisen: DroneZ
- Les Désastreuses Aventures des orphelins Baudelaire
- Destroy All Humans!
- Destroy All Humans! 2
- Deus Ex: Invisible War
- Die Hard: Vendetta
- Digimon Rumble Arena 2
- Digimon World 4
- Dino Crisis 3
- Dinosaur Hunting
- Dinotopia: The Sunstone Odyssey
- Disney's Extreme Skate Adventure
- Doom 3
- Doom 3: Resurrection of Evil
- Dragon Ball Z: Sagas
- Dragon's Lair 3D: Return to the Lair
- Drake of the 99 Dragons
- Dr. Muto
- Dreamfall
- Driv3r
- Driver: Parallel Lines
- Dungeons and Dragons: Heroes
- Dynasty Warriors 3
- Dynasty Warriors 4
- Dynasty Warriors 5

## E
- Ed, Edd n Eddy: The Mis-Edventures
- Eggo Mania
- The Elder Scrolls III: Morrowind
- Enclave
- England International Football
- Enter the Matrix
- L'Entraîneur : Saison 2001/2002
- L'Entraîneur 5 : Saison 04/05
- L'Entraîneur 2006
- Eragon
- ESPN College Hoops
- ESPN College Hoops 2K5
- ESPN International Winter Sports 2002
- ESPN Major League Baseball
- ESPN Major League Baseball 2K5
- ESPN MLS Extra Time 2002
- ESPN NBA Basketball
- ESPN NBA 2K5
- ESPN NBA 2Night 2002
- ESPN NFL 2K5
- ESPN NFL Football
- ESPN NFL PrimeTime 2002
- ESPN NHL 2K5
- ESPN NHL Hockey
- ESPN Winter X-Games Snowboarding 2002
- L'Étrange Noël de monsieur Jack : La Revanche d'Oogie
- Evil Dead: A Fistful of Boomstick
- Evil Dead: Regeneration
- ExaSkeleton

## F
- F.C. Manager 2006
- F1 2001
- F1 2002
- F1 Career Challenge
- Fable
- Fable: The Lost Chapters
- Fahrenheit
- The Fairly OddParents: Breakin' da Rules
- Fallout: Brotherhood of Steel
- Family Guy Video Game!
- Far Cry Instincts
- Far Cry Instincts Evolution
- FIFA 06
- FIFA 07
- FIFA Football 2003
- FIFA Football 2004
- FIFA Football 2005
- FIFA Street
- FIFA Street 2
- FIFA World Cup: Germany 2006
- Fight Club
- Fight Night 2004
- Fight Night Round 2
- Fight Night Round 3
- Fila World Tour Tennis
- Final Fight: Streetwise
- FireBlade
- FlatOut
- FlatOut 2
- Flight Academy
- Ford Mustang Racing
- Ford Racing 2
- Ford Racing 3
- Ford Street Racing
- Ford vs. Chevy
- Forgotten Realms: Demon Stone
- Forza Motorsport
- Fourmiz Extreme Racing
- Frankie Dettori Racing
- Freaky Flyers
- Freedom Fighters
- Freestyle Metal X
- Frogger Beyond
- Frogger: Ancient Shadow
- Full Spectrum Warrior
- Full Spectrum Warrior: Ten Hammers
- Furious Karting
- Futurama
- Future Tactics: The Uprising
- Fuzion Frenzy

## G
- Galleon
- Gang de requins
- Gauntlet: Dark Legacy
- Gauntlet: Seven Sorrows
- Genma Onimusha
- Georges le petit curieux
- Ghost Master : Les Chroniques de Gravenville
- Tom Clancy's Ghost Recon
- Tom Clancy's Ghost Recon: Advanced Warfighter
- Tom Clancy's Ghost Recon: Island Thunder
- Tom Clancy's Ghost Recon 2
- Tom Clancy's Ghost Recon 2: Summit Strike
- Gladiator: Sword of Vengeance
- Gladius
- Goblin Commander: Unleash the Horde
- Godzilla: Destroy All Monsters Melee
- Godzilla: Save the Earth
- GoldenEye : Au service du Mal
- Gotcha!
- Grabbed by the Ghoulies
- Grand Theft Auto III
- Grand Theft Auto: Vice City
- Grand Theft Auto: San Andreas
- La Grande Évasion
- Gravity Games Bike: Street. Vert. Dirt.
- Greg Hastings' Tournament Paintball
- Greg Hastings' Tournament Paintball Max'd
- Grooverider: Slot Car Thunder
- Group S Challenge
- Guilty Gear Isuka
- Guilty Gear X2 #Reload
- Gun
- Gun Metal
- GunGriffon: Allied Strike
- Gunvalkyrie
- The Guy Game

## H
- Half-Life 2
- Halo: Combat Evolved
- Halo 2
- Harry Potter : Coupe du monde de quidditch
- Harry Potter à l'école des sorciers
- Harry Potter et la Chambre des secrets
- Harry Potter et le Prisonnier d'Azkaban
- Harry Potter et la Coupe de feu
- Headhunter: Redemption
- Hello Kitty: Roller Rescue
- Heroes of the Pacific
- High Heat Major League Baseball 2004
- Hitman: Blood Money
- Hitman: Contracts
- Hitman 2: Silent Assassin
- Hot Wheels: Stunt Track Challenge
- The House of the Dead III
- Hulk
- Hummer Badlands
- Hunter: The Reckoning
- Hunter: The Reckoning - Redeemer
- The Hustle: Detroit Streets

## I
- I-Ninja
- IHRA Drag Racing 2004
- IHRA Drag Racing: Sportsman Edition
- IHRA Professional Drag Racing 2005
- The Incredible Hulk: Ultimate Destruction
- Les Indestructibles
- Les Indestructibles : La Terrible Attaque du Démolisseur
- Indiana Jones et le Tombeau de l'empereur
- IndyCar Series
- IndyCar Series 2005
- Inside Pitch 2003
- Intellivision Lives!
- International Superstar Soccer 2
- Iron Phoenix

## J
- Jacked
- Jade Empire
- Jaws Unleashed
- Jet Set Radio Future
- Jikkyō World Soccer 2002
- Jockey's Road
- Joy Ride Turbo
- Judge Dredd: Dredd vs. Death
- Juiced
- Jurassic Park: Operation Genesis
- Just Cause
- Justice League Heroes

## K
- Kabuki Warriors
- Kakuto Chojin: Back Alley Brutal
- Kao the Kangaroo Round 2
- Karaoke Revolution
- Karaoke Revolution Party
- Kelly Slater's Pro Surfer
- Kill Switch
- Peter Jackson's King Kong The Official Game of the Movie
- The King of Fighters 2002
- The King of Fighters 2003
- The King of Fighters: Maximum Impact Maniax
- The King of Fighters Neowave
- Kingdom Under Fire: Heroes
- Kingdom Under Fire: The Crusaders
- Knight's Apprentice: Memorick's Adventures
- Knights of the Temple
- Knights of the Temple II
- Knockout Kings 2002
- Kung Fu Chaos

## L
- L.A. Rush
- Land of the Dead: Road to Fiddler's Green
- Largo Winch : Aller simple pour les Balkans
- Legacy of Kain: Blood Omen 2
- Legacy of Kain: Defiance
- The Legend of Spyro: A New Beginning
- Le Règne du feu
- Lego Star Wars, le jeu vidéo
- Lego Star Wars II : la Trilogie originale
- Leisure Suit Larry: Magna Cum Laude
- LFP Manager 2004
- LFP Manager 2005
- Links 2004
- Loons: Le Combat pour la Gloire
- Lotus Challenge

## M
- Mace Griffin: Bounty Hunter
- Mad Dash Racing
- Madagascar
- Madden NFL 06
- Madden NFL 07
- Madden NFL 08 (US)
- Madden NFL 09 (US)
- Madden NFL 2002
- Madden NFL 2003
- Madden NFL 2004
- Madden NFL 2005
- Mafia
- Magic the Gathering: Battlegrounds
- Major League Baseball 2K6
- Malice
- Manhunt
- Le Manoir hanté et les 999 fantômes
- Marc Ecko's Getting Up: Contents Under Pressure
- Marvel: Ultimate Alliance
- Marvel Nemesis : L'Avènement des imparfaits
- Marvel vs. Capcom 2
- Mashed
- Mat Hoffman's Pro BMX 2
- The Matrix: Path of Neo
- Max Payne
- Max Payne 2: The Fall of Max Payne
- Maximum Chase
- MechAssault
- MechAssault 2: Lone Wolf
- Medal of Honor : En première ligne
- Medal of Honor : Soleil levant
- Medal of Honor : Les Faucons de guerre
- Mega Man Anniversary Collection
- Men of Valor
- Mercenaries: Playground of Destruction
- Metal Arms: Glitch in the System
- Metal Dungeon
- Metal Gear Solid 2: Substance
- Metal Slug 3
- Metal Slug 4
- Metal Slug 5
- Metal Wolf Chaos
- Miami Vice
- Micro Machines
- Midnight Club II
- Midnight Club 3: Dub Edition
- Midtown Madness 3
- Midway Arcade Treasures
- Midway Arcade Treasures 2
- Midway Arcade Treasures 3
- Mike Tyson Heavyweight Boxing
- Minority Report
- Mission: Impossible - Operation Surma
- MLB Slugfest 2003
- MLB Slugfest 2004
- MLB Slugfest 2006
- MLB Slugfest: Loaded
- Mojo!
- Le Monde de Narnia : Le Lion, la Sorcière blanche et l'Armoire magique
- Le Monde de Nemo
- Monopoly Party!
- Monster 4x4: World Circuit
- Monster Garage (US)
- Mortal Kombat: Armageddon
- Mortal Kombat: Deadly Alliance
- Mortal Kombat: Mystification (Deception aux États-Unis)
- Mortal Kombat: Shaolin Monks
- Motocross Mania 3
- MotoGP: Ultimate Racing Technology
- MotoGP: Ultimate Racing Technology 2
- MotoGP: Ultimate Racing Technology 3
- MTX: Mototrax
- Murakumo: Renegade Mech Pursuit
- MVP 06: NCAA Baseball
- MVP Baseball 2003
- MVP Baseball 2004
- MVP Baseball 2005
- MX 2002
- MX Superfly featuring Ricky Carmichael
- MX Unleashed
- MX vs. ATV Unleashed
- MX World Tour Featuring Jamie Little
- Myst III: Exile
- Myst IV: Revelation

## N
- N.U.D.E.@ Natural Ultimate Digital Experiment
- Namco Museum
- Namco Museum 50th Anniversary Arcade Collection
- Narc
- NASCAR 2005: Chase for the Cup
- NASCAR 06: Total Team Control
- NASCAR 07
- NASCAR Heat 2002
- NASCAR Thunder 2002
- NASCAR Thunder 2003
- NASCAR Thunder 2004
- NBA 2K2
- NBA 2K3
- NBA 2K6
- NBA 2K7
- NBA Ballers
- NBA Ballers: Phenom
- NBA Inside Drive 2002
- NBA Inside Drive 2003
- NBA Inside Drive 2004
- NBA Jam
- NBA Live 2001
- NBA Live 2002
- NBA Live 2003
- NBA Live 2004
- NBA Live 2005
- NBA Live 06
- NBA Live 07
- NBA Starting Five
- NBA Street Vol. 2
- NBA Street V3
- NCAA College Basketball 2K3
- NCAA College Football 2K3
- NCAA Football 2003
- NCAA Football 2004
- NCAA Football 2005
- NCAA Football 06
- NCAA Football 07
- NCAA Football 08 (US)
- NCAA March Madness 2004
- NCAA March Madness 2005
- NCAA March Madness 06
- Need for Speed: Carbon
- Need for Speed: Most Wanted
- Need for Speed : Poursuite Infernale 2
- Need for Speed: Underground
- Need for Speed: Underground 2
- Nemesis Strike: Special Forces
- New Legends
- NFL2K2
- NFL2K3
- NFL Blitz 2002
- NFL Blitz 2003
- NFL Blitz Pro
- NFL Fever 2002
- NFL Fever 2003
- NFL Fever 2004
- NFL Head Coach
- NFL Street
- NFL Street 2
- NHL 06
- NHL 07
- NHL 2K3
- NHL 2K6
- NHL 2K7
- NHL 2002
- NHL 2003
- NHL 2004
- NHL 2005
- NHL Hitz 2002
- NHL Hitz 2003
- NHL Hitz Pro
- NHL Rivals 2004
- Nickelodeon Party Blast
- Nightcaster
- NightCaster II: Equinox
- Ninja Gaiden
- Nobunaga no Yabō: Ranseiki
- Nos voisins, les hommes

## O
- ObsCure
- Oddworld: Munch's Oddysee
- Oddworld : la Fureur de l'étranger
- Off-Road: Wide Open
- Operation Flashpoint: Elite
- Operation WinBack 2: Project Poseidon
- Otogi: Myth of Demons
- Otogi 2: Immortal Warriors
- Outlaw Golf
- Outlaw Golf 2
- Outlaw Tennis
- Outlaw Volleyball
- OutRun 2
- Out Run 2006: Coast 2 Coast

## P
- Pac-Man World 2
- Pac-Man World 3
- Painkiller
- Pariah
- Le Parrain
- Panzer Dragoon Orta
- Panzer Elite Action : Fields of Glory
- Petit Copter
- Phantasy Star Online: Episode I and II
- Phantom Crash
- Phantom Dust
- Pilot Down : Derrière les Lignes ennemies
- Pinball Hall of Fame: The Gottlieb Collection
- Pirates - Kat la Rouge
- Pirates des Caraïbes
- Pitfall : L'Expédition perdue
- Playboy: The Mansion
- Plus Plumb 2
- PocketBike Racer
- Pool Shark 2
- Powerdrome
- Predator: Concrete Jungle
- Prince of Persia : les Sables du temps
- Prince of Persia : l'Âme du guerrier
- Prince of Persia : les Deux royaumes
- Prisoner of War
- Pro Beach Soccer
- Pro Cast Sports Fishing Game
- Pro Evolution Soccer 4 (Europe)
- Pro Evolution Soccer 5 (Europe)
- Pro Fishing Challenge
- Project Gotham Racing
- Project Gotham Racing 2
- Project: Snowblind
- Project Zero
- Project Zero II: Crimson Butterfly
- ProStroke Golf: World Tour 2007
- Pro Tennis WTA Tour
- Psi-Ops: The Mindgate Conspiracy
- Psychonauts
- Psyvariar 2
- Pulse Racer
- Pump It Up: Exceed
- The Punisher
- Pure Pinball
- Puyo Pop Fever

## Q
- Quantum Redshift

## R
- R: Racing
- Racing Evoluzione
- Tom Clancy's Rainbow Six: Critical Hour
- Tom Clancy's Rainbow Six: Lockdown
- Tom Clancy's Rainbow Six 3
- Tom Clancy's Rainbow Six 3: Black Arrow
- RalliSport Challenge
- RalliSport Challenge 2
- Rally Fusion: Race of Champions
- Rapala Pro Fishing
- Ratatouille
- Rayman 3: Hoodlum Havoc
- Rayman M
- Raze's Hell
- Real World Golf
- Les Rebelles de la forêt
- Red Card
- Red Dead Revolver
- Red Faction II
- Red Ninja: End of Honor
- Rent-A-Hero No. 1
- Reservoir Dogs
- Return to Castle Wolfenstein: Tides of War
- Richard Burns Rally
- RoadKill
- Robin Hood: Defender of the Crown
- RoboCop
- Robot Wars: Extreme Destruction
- Robotech: Battlecry
- Robotech: Invasion
- Robots
- Rocky
- Rocky Legends
- Roger Lemerre : La Sélection des champions 2003
- Roger Lemerre : La Sélection des champions 2004
- Roger Lemerre : La Sélection des champions 2005
- Rogue Ops
- Rogue Trooper
- Le Roi Arthur
- RollerCoaster Tycoon
- Rolling
- Room Zoom: Race for Impact
- RPM Tuning
- Run Like Hell
- Rugby 06
- Rugby 2005
- Rugby Challenge 2006
- Rugby League
- Rugby League 2

## T
- Taito Legends
- Taito Legends 2
- Tak 2 : Le Sceptre des rêves
- Tak: The Great Juju Challenge
- Tao Feng: Fist of the Lotus
- Taz Wanted
- TD Overdrive: The Brotherhood of Speed
- Tecmo Classic Arcade
- Teen Titans
- Teenage Mutant Ninja Turtles
- Teenage Mutant Ninja Turtles 2: Battle Nexus
- Teenage Mutant Ninja Turtles 3: Mutant Nightmare
- Tenchu : Le Retour des Ténèbres
- Tenerezza
- Tennis Masters Series 2003
- Terminator : Un autre futur
- Terminator 3 : Le Soulèvement des machines
- Terminator 3: The Redemption
- Test Drive
- Test Drive: Eve of Destruction
- Tetris Worlds (2 versions : avec et sans compatibilité Xbox Live)
- The Invincible
- The Thing
- Thousand Land
- Thrillville
- Tiger Woods PGA Tour 2003
- Tiger Woods PGA Tour 2004
- Tiger Woods PGA Tour 2005
- Tiger Woods PGA Tour 06
- Tiger Woods PGA Tour 07
- Tigre et Dragon (jeu vidéo)
- TimeSplitters 2
- TimeSplitters Future Perfect
- TMNT: Mutant Melee
- TOCA Race Driver
- TOCA Race Driver 2
- TOCA Race Driver 3
- ToeJam and Earl III: Mission to Earth
- Tom and Jerry in War of the Whiskers
- Tomb Raider Legend
- Tony Hawk's American Wasteland
- Tony Hawk's Pro Skater 2X
- Tony Hawk's Pro Skater 3
- Tony Hawk's Pro Skater 4
- Tony Hawk's Project 8
- Tony Hawk's Underground
- Tony Hawk's Underground 2
- Top Spin
- Torino 2006
- Tork: Prehistoric Punk
- Total Immersion Racing
- Total Overdose
- Le Tour de France
- Toxic Grind
- Transworld Snowboarding
- Transworld Surf
- Trigger Man
- Triple Play 2002
- Trivial Pursuit : Déjanté
- Tron 2.0: Killer App
- True Crime: Streets of LA
- True Crime: New York City
- Turok: Evolution
- Ty, le tigre de Tasmanie
- Ty, le tigre de Tasmanie 2 : Opération sauvetage
- Ty, le tigre de Tasmanie 3 : Nuit du Quinkan

## U
- UEFA Champions League 2004-2005
- UEFA Euro 2004
- UFC: Tapout
- UFC: Tapout 2
- Ultimate Pro Pinball
- Ultimate Spider-Man
- Ultra Bust-a-Move
- Unreal II: The Awakening
- Unreal Championship
- Unreal Championship 2: The Liandri Conflict
- Urban Chaos : Violence urbaine
- Urban Freestyle Soccer
- Les Urbz : Les Sims in the City

## V
- V-Rally 3
- Van Helsing
- Vexx
- Vietcong: Purple Haze
- Virtual Pool: Tournament Edition
- Un voisin d'enfer !
- Volvo: Drive for Life (US)
- Voodoo Vince

## W
- Wakeboarding Unleashed featuring Shaun Murray
- Wallace et Gromit : Le Mystère du lapin-garou
- Wallace et Gromit dans Le Projet Zoo
- Warpath
- The Warriors
- Whacked!
- Whiplash
- Whiteout
- The Wild Rings
- Wings of War
- Without Warning
- World Championship Poker
- World Championship Poker 2 Featuring Howard Lederer
- World Championship Pool 2004
- World Championship Rugby
- World Championship Snooker 2004
- World Poker Tour
- World Racing
- World Racing 2
- World Series Baseball
- World Series Baseball 2K3
- World Series of Poker
- World Snooker Championship 2005
- World War II Combat: Iwo Jima
- World War II Combat: Road to Berlin
- Worms 3D
- Worms 4: Mayhem
- Worms Forts : État de siège
- Wrath Unleashed
- Wreckless: The Yakuza Missions
- WWE RAW
- WWE Raw 2
- WWE WrestleMania 21

## X
- X-Men Legends
- X-Men Legends II : L'Avènement d'Apocalypse
- X-Men : Le Jeu officiel
- X-Men: Next Dimension
- X-Men 2 : La Vengeance de Wolverine
- Xbox Music Mixer
- XGRA: Extreme-G Racing Association
- Xiaolin Showdown
- XIII
- Xyanide

## Y
- Yager
- Yetisports Arctic Adventure
- Yonenaga Kunio no Shougi Seminar
- Yourself! Fitness
- Yu-Gi-Oh! L'Aube de la destinée

## Z
- Zapper
- Zathura
- ZillerNet

- Haut – A
- B
- C
- D
- E
- F
- G
- H
- I
- J
- K
- L
- M
- N
- O
- P
- Q
- R
- S
- T
- U
- V
- W
- X
- Y
- Z